# 諾維納 (科羅斯堅區)
50°46′36″N 28°17′22″E / 50.77667°N 28.28944°E
諾維納（烏克蘭語：Новина），是烏克蘭的村落，位於該國北部日托米爾州，由科羅斯堅區負責管轄，始建於1930年，面積1.74平方公里，海拔高度204米，2001年人口374，人口密度每平方公里214.82人。